# Rallye Bohemia
Rally Bohemia (do roku 1985 Rallye Škoda, později Rallye Bohemia) je jedna ze soutěží Mistrovství České republiky v rallye. Jezdí se v severních a středních Čechách, jejím centrem je město Mladá Boleslav. Často byla soutěž součástí Mistrovství Evropy.

## Historie

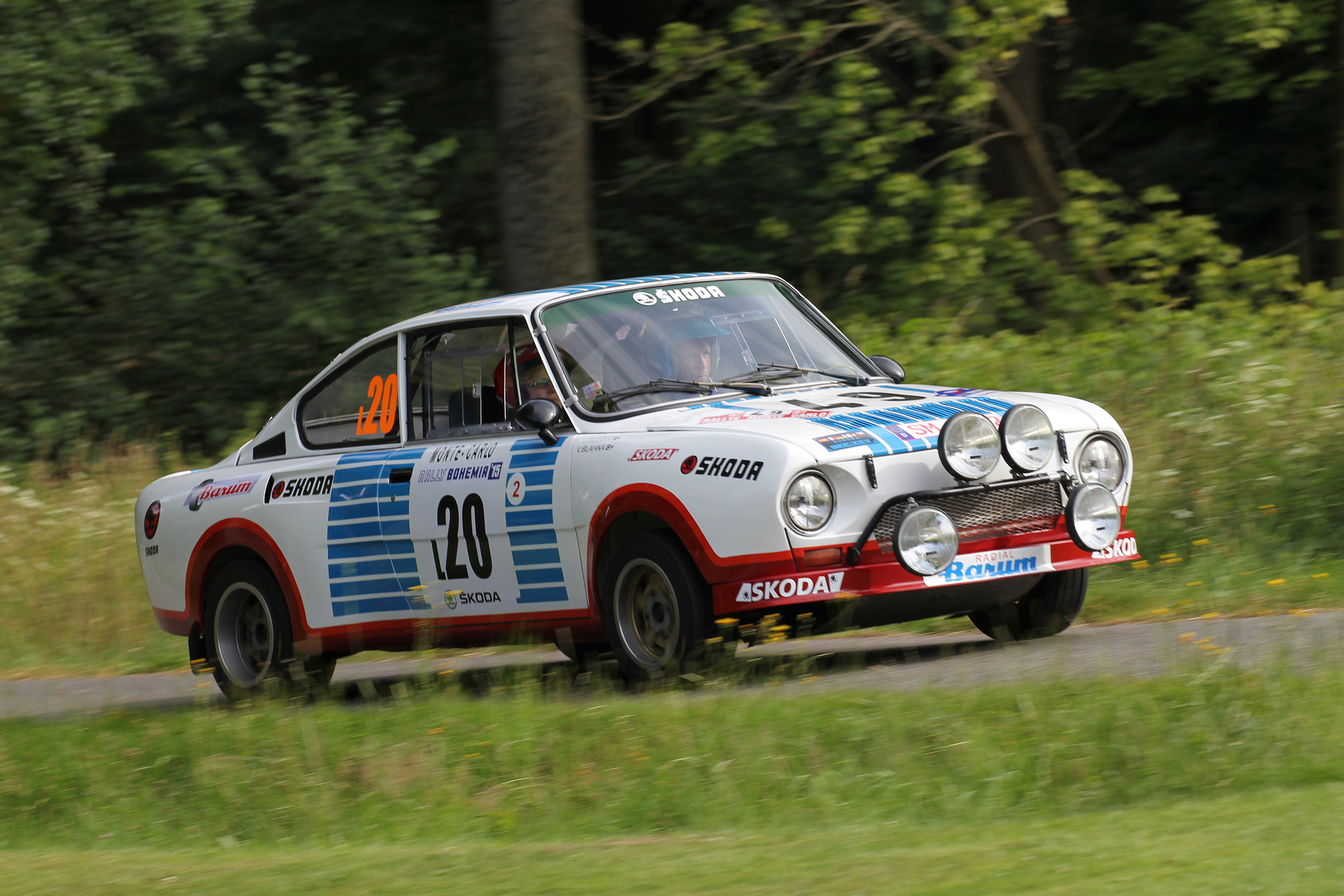
Škoda 130 RS byla na Bohemii vítězným vozem od roku 1976 pětkrát po sobě. (Na obrázku model z roku 1978 při Rally Bohemia Legend 2015)

Prvním ročníkem byla Rallye Škoda 1974. Ta byla uspořádána na oslavu 1000 let Mladé Boleslavi. Ten byl, stejně jako následující, odstartován takzvanou hvězdicovou jízdou. Startovními městy do této jízdy byly Praha, Bratislava, Berlín, Varšava a Budapešť. Soutěž také v prvních ročnících startovala zvláštní klasifikační zkouškou. Ta měla kontrolovat stálost výkonu jezdců před závodem a po něm. Tato zkouška byla několikrát vytyčena na dálničním přivaděči nebo na mosteckém autodromu. Od ročníku Rallye Škoda 1978 se soutěž stala součástí mistrovství Evropy. První dva ročníky vyhrál Vladimír Hubáček s vozem Alpine A110. Jeho soupeři byly tovární vozy Škoda 200 RS připravené v týmu Škoda Motorsport. V dalších letech se na prvních pozicích objevovaly vozy Škoda 130 RS. S tímto vozem zde vyhráli Václav Blahna nebo John Haugland, který zde zvítězil třikrát.

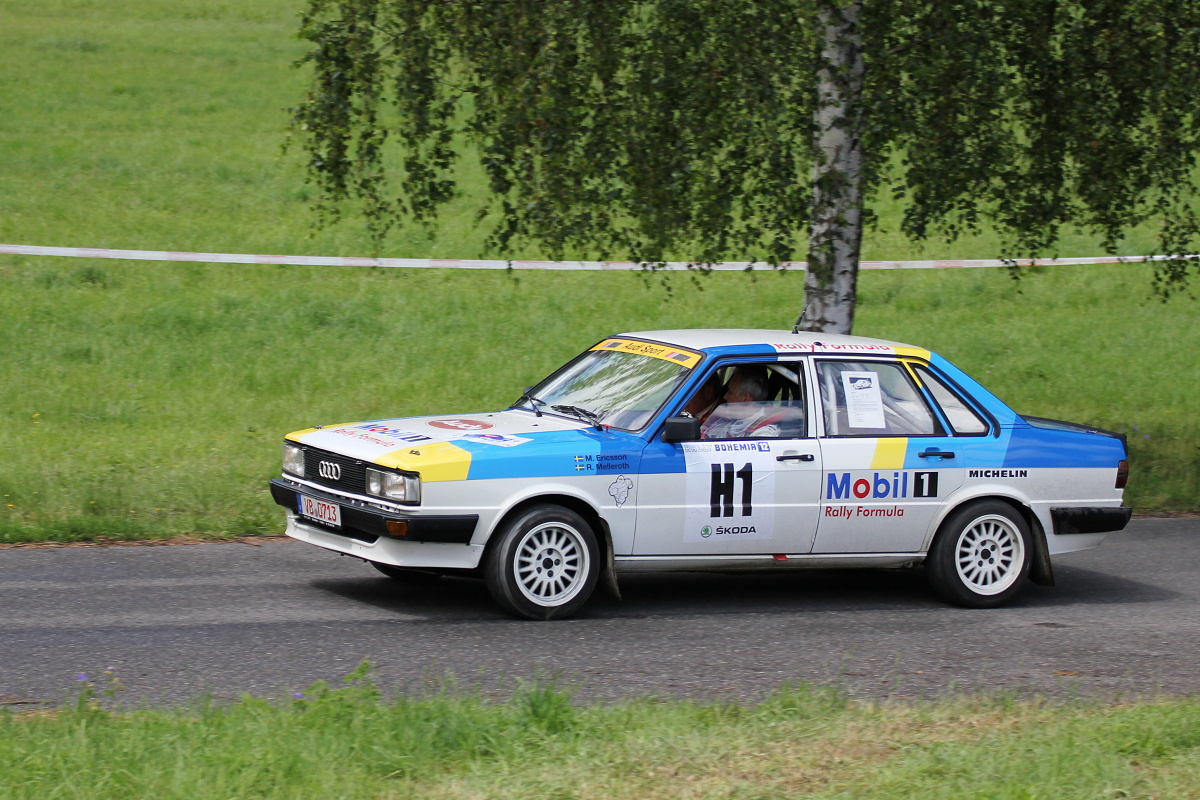
Harald Demuth, vítěz ročníku '85, s replikou soutěžního Audi 80 Quattro (Historic Show 2012)

V 80. letech měla soutěž většinou 3 etapy. Jedna etapa byla v oblasti západočeských lázeňských měst. V této etapě byly pravidelně vytyčovány takzvané sprint-etapy, které měřily několik desítek kilometrů a čas na jejich dojetí byl stanoven rychlostním průměrem v etapě. Navíc se tyto etapy jezdily v běžném provozu v nočních hodinách. Další etapa Rallye Škoda byla pořádána v oblasti Krkonoš a Orlických hor. V této dekádě zde dvě vítězství získal Robert Droogmans s vozem Ford Escort RS1800. Dvakrát zde vyhrál i Attila Ferjáncz. Tovární tým Audi Sport vyhrál v letech 1984 a 1985. Pokaždé jezdci Michele Cinotto a Harald Demuth porazili jiný tovární vůz Mazda RX-7, který pilotoval Ingvar Carlsson. O rok později soutěž startovala pod názvem Rallye Bohemia 1986. Tento ročník opanovaly vozy skupiny B Lancia 037 před vozem Opel Ascona 400. Na startu Rallye Bohemia 1988 se poprvé představil tým Volkswagen Motorsport. Zvítězil s ním Erwin Weber a o rok později Raimund Baumschlager.
Ročník Rallye Bohemia 1990 provázely finanční problémy. Přesto nakonec soutěž odstartovala a vítězství obhájil Baumschlager před Boschem. Startovali zde i domácí piloti Pavel Sibera, Ladislav Křeček nebo Pavel Janeba. Ročník 1991 vyhrál Bruno Thiry a 1992 vyhrál Marc Soulet. Rallye Bohemia 1993 byla poznamenána slabým koeficientem mezinárodní soutěže. Druhé vítězství si tak připsal Blahna. V letech 1994 až 1996 zde startoval Stig Blomqvist v týmu Škoda Motorsport. Jednou s vozem Škoda Favorit a dvakrát ve voze Škoda Felicia Kit-Car. Při svém startu na Rallye Bohemia 1995 dojel druhý. Roky 1996 a 1998 vyhrál Křeček s vozem Ford Escort RS Cosworth. V roce 1997 jej vystřídal Milan Dolák. Rallye Bohemia 1999 byla premiérou vozu Škoda Octavia WRC na domácí trati a zvítězil zde s ní Emil Triner. 

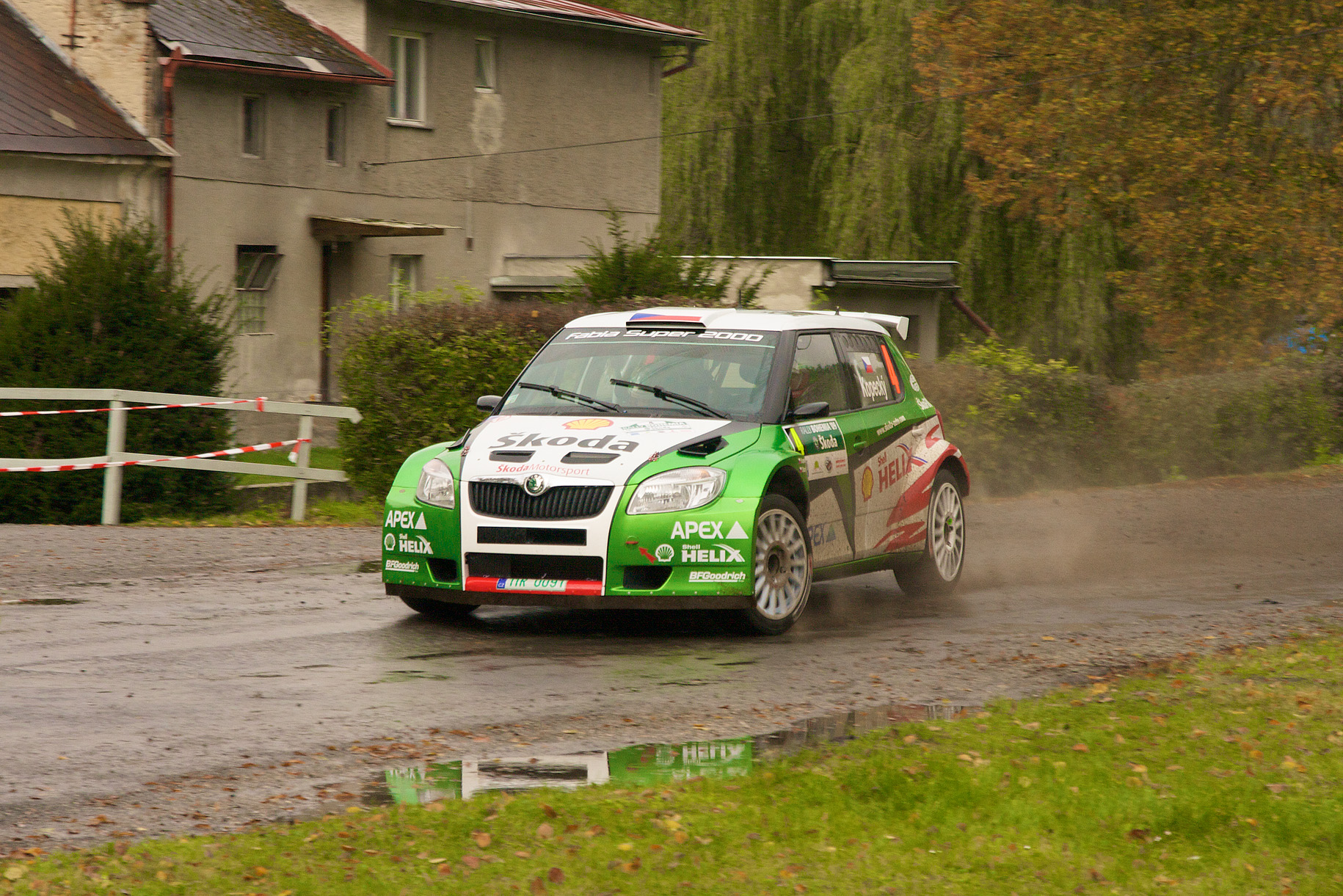
Škoda Fabia S2000 Jana Kopeckého v roce 2009

Rallye Bohemia 2000 byla provázena řadou organizačních zmatků. Roman Kresta zde zahájil svůj vítězný hattrick s Octavií WRC. Zvítězil zde pak ještě v letech 2003 na voze Peugeot 206 WRC, 2007 a 2008 s vozem Mitsubishi Lancer Evo IX a stal se tak nejúspěšnějším jezdcem této soutěže. Ročníky 2004 a 2005 vyhrál Jan Kopecký s továrním vozem Škoda Fabia WRC. V roce 2005 se na trať vrátily historické závodní speciály startující v rámci MČRHA, soutěž historických automobilů se jela i následující rok. Od roku 2014 se Rally Bohemia Historic koná pravidelně.
Na Rally Bohemia 2006 se vítězem stal Václav Pech mladší s Lancerem EVO IX. V roce 2009 zde vyhrál Juho Hänninen při domácí premiéře Škody Fabie S2000. Ročník 2010 byl zařazen do mistrovství Polska, vítězství obhájil Hänninen. V roce 2011 zvítězil Freddy Loix, který teamu Škoda Motorsport zajistil třetí vítězství v řadě. Ročník 2012 byl předčasně ukončen po tragické nehodě při níž zemřel navigátor Bohuslav Ceplecha. V roce 2013 při 40. ročníku triumfoval Jan Kopecký s tovární Fabií S2000, vítězství obhájil i následující rok. V letech 2015, 2016, 2017 i 2018 dominoval soutěži Kopecký s tovární Fabií R5. V roce 2018 se na tratích soutěže poprvé představily automobily s alternativními pohony. Elektromobily, hybridy a automobily na stlačený zemní plyn startovaly v soutěži pravidelnosti ECO Energy Rally Bohemia.

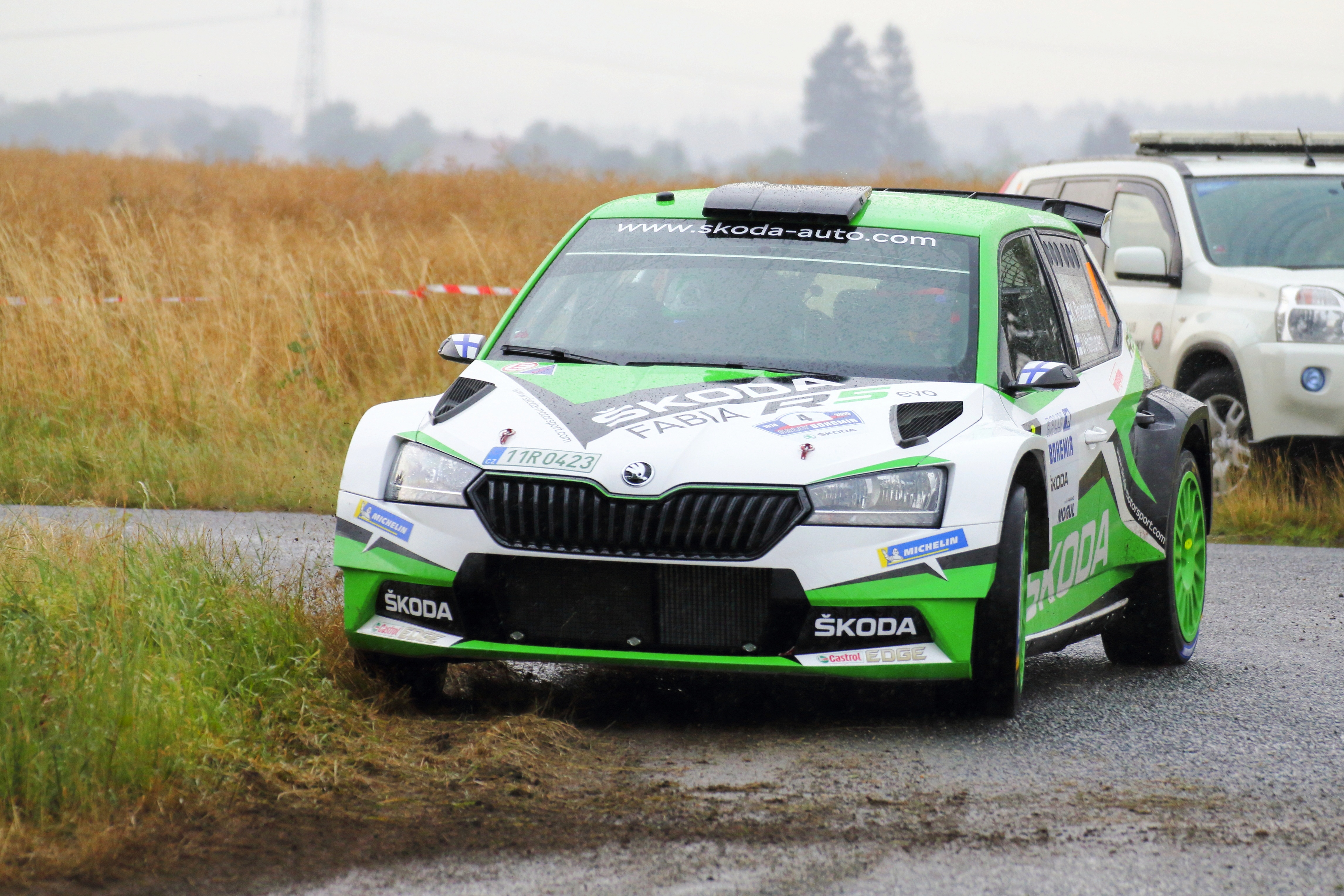
Kalle Rovanperä, vítěz Rally Bohemia 2019

V roce 2019 zvítězil finský pilot Kalle Rovanperä s tovární Fabií R5 evo a stal se tak nejmladším vítězem v historii soutěže.

## Tratě
V 70. a zvláště pak v 80. letech dosahovala celková délka tratí soutěže 300 až 550 kilometrů. V dalších dekádách Bohemia následovala trend zkracování délky soutěží rallye. Snížil se i počet rychlostních zkoušek: z 30–45 RZ klesl ke dvaceti. Délka zkoušek se nezkrátila, naopak. Nejdelší zkoušky mohou dosahovat více než 20 ostrých kilometrů.
Rallye Škoda/Bohemia je od počátku spojena s městem Mladá Boleslav a stala se tak známá jako závod „pod komínem“ továrny. Pouze v letech 1999 a 2000 se centrum soutěže přesunulo do Prahy. Úvodní a závěrečné rychlostní zkoušky se tradičně jedou přímo v obrubníky lemovaných ulicích města. V minulosti se dokonce kvůli rallye uzavíral dálniční přivaděč do Mladé Boleslavi.
Kromě tratí na Mladoboleslavsku (Vinec, Cetno), jsou pro Bohemii charakteristické i technické pasáže na Hodkovicku, Turnovsku a Jablonecku (Zlatá Olešnice, Sychrov,...). Dříve, než bylo Křivoklátsko vyhlášeno v roce 1978 chráněnou krajinnou oblastí, závodilo se i na tamních silnicích. Jezdilo se i na území Českého ráje, na východě Čech –  v Podkrkonoší a v Orlických horách a na severozápadě – v okolí Mostu a Ústí nad Labem.
Podobně jako naprostá většina soutěží českého šampionátu je Bohemia zcela asfaltovou rallye. V 90. letech armáda opustila Ralsko, kam bylo umístěno několik nových šotolinových rychlostních zkoušek. Nechvalně se do historie zapsal experiment z roku 1995, kdy šotolinové tratě tvořily celých 60 % soutěže, ale jezdce nepotěšila kvalita povrchu. Po roce 2000 se mezi rychlostní zkoušky začaly dostávat divácké super RZ na autodromu v Sosnové.

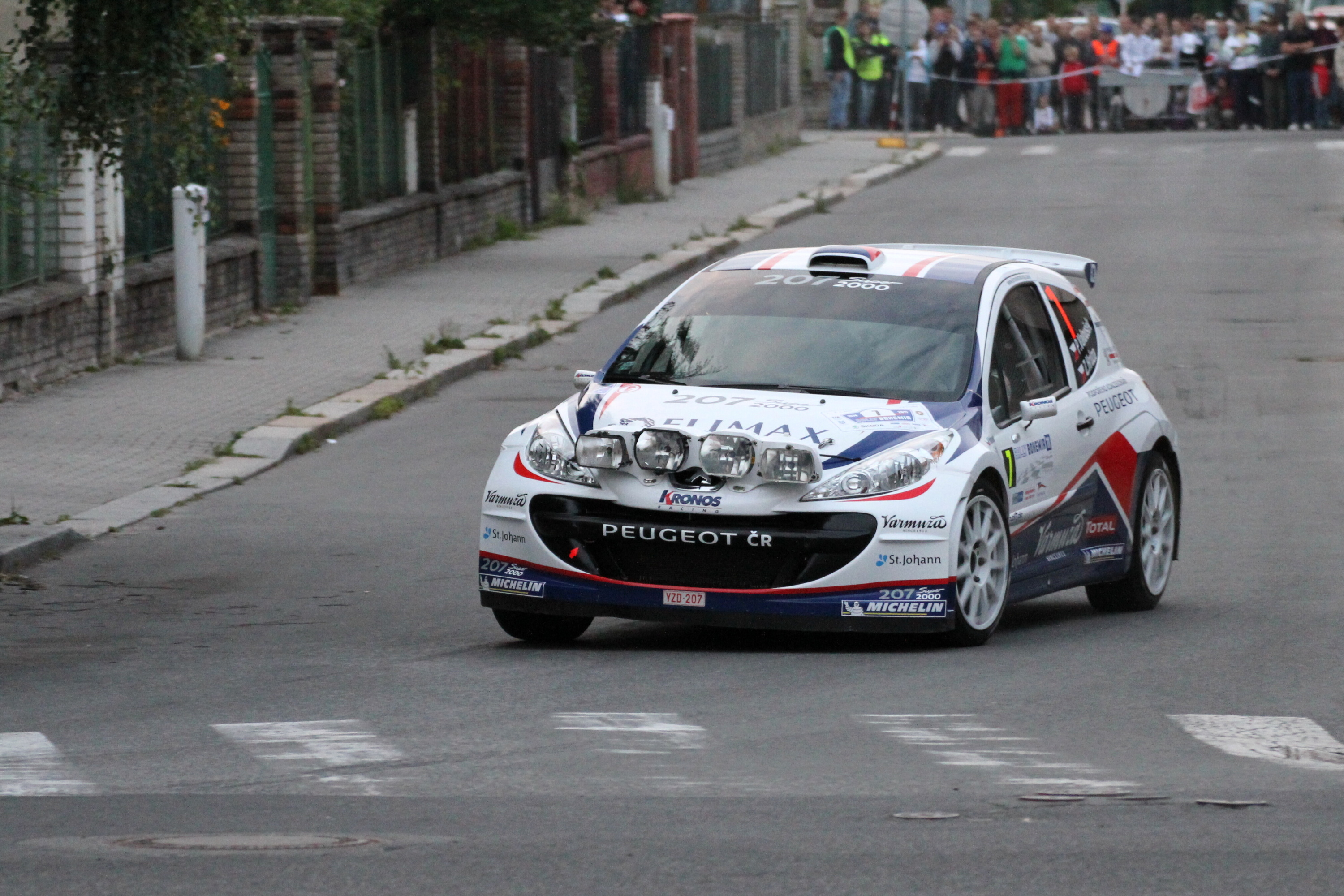
Mladá Boleslav
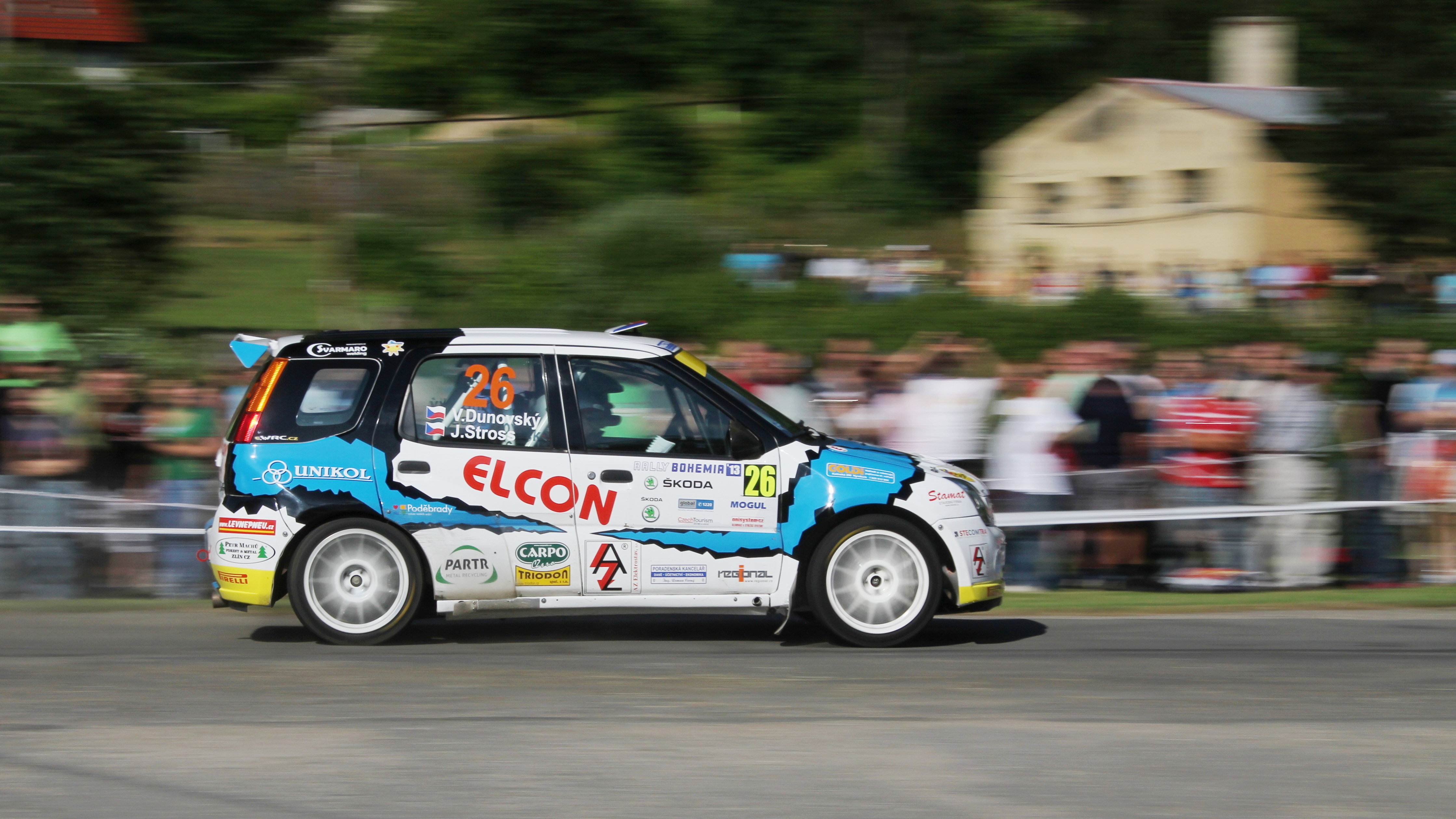
Strenice
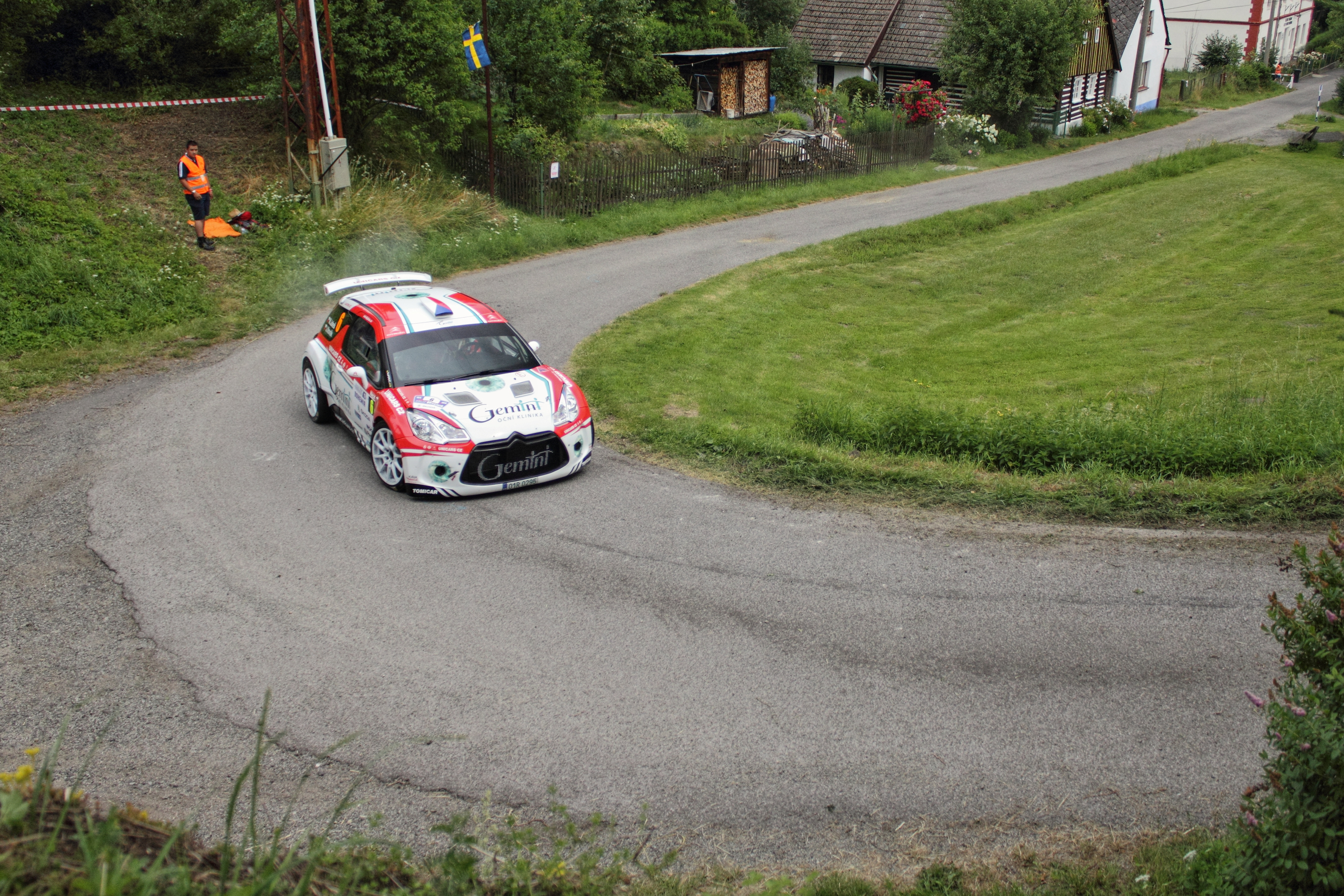
Sychrov/Radostín
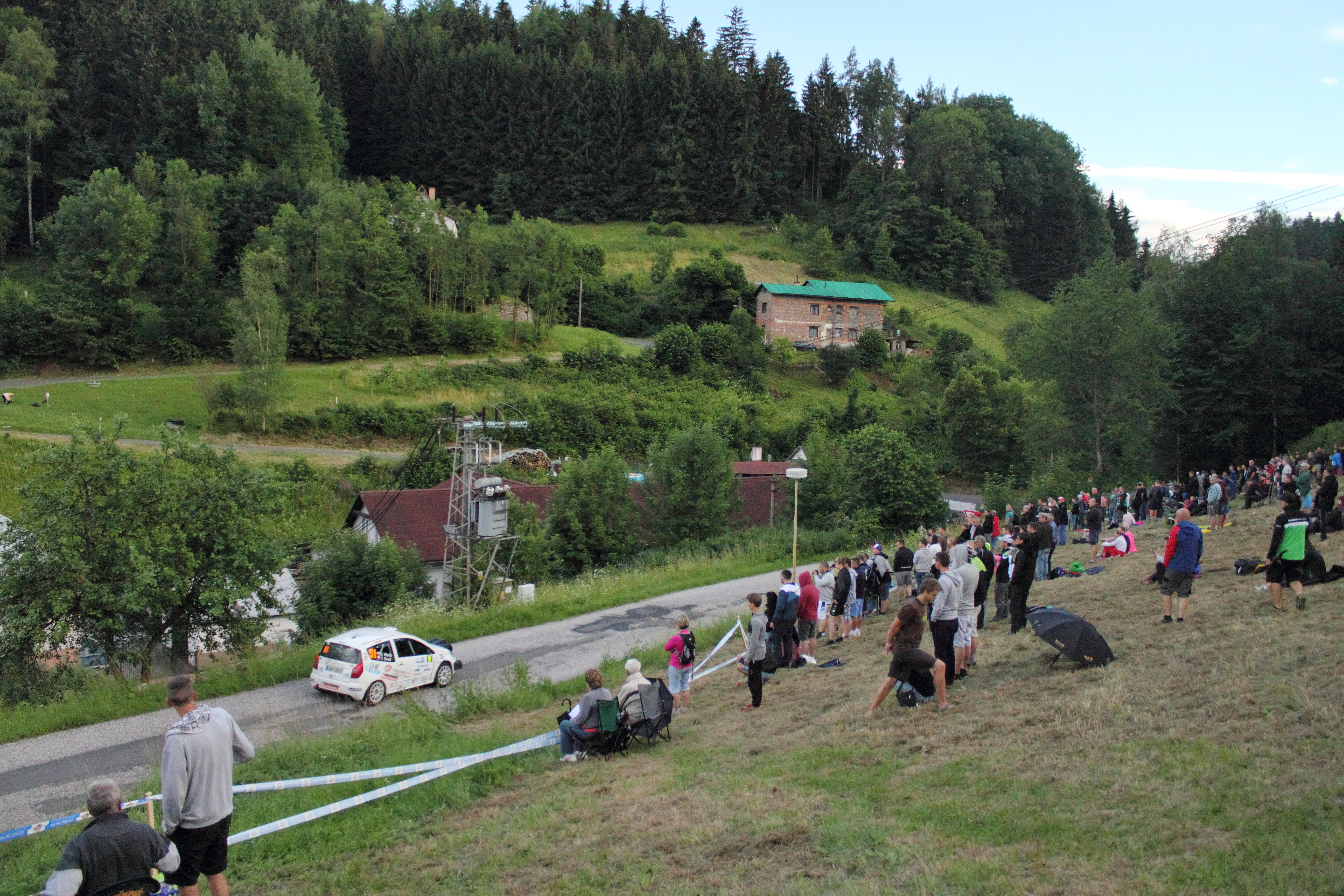
Chloudov
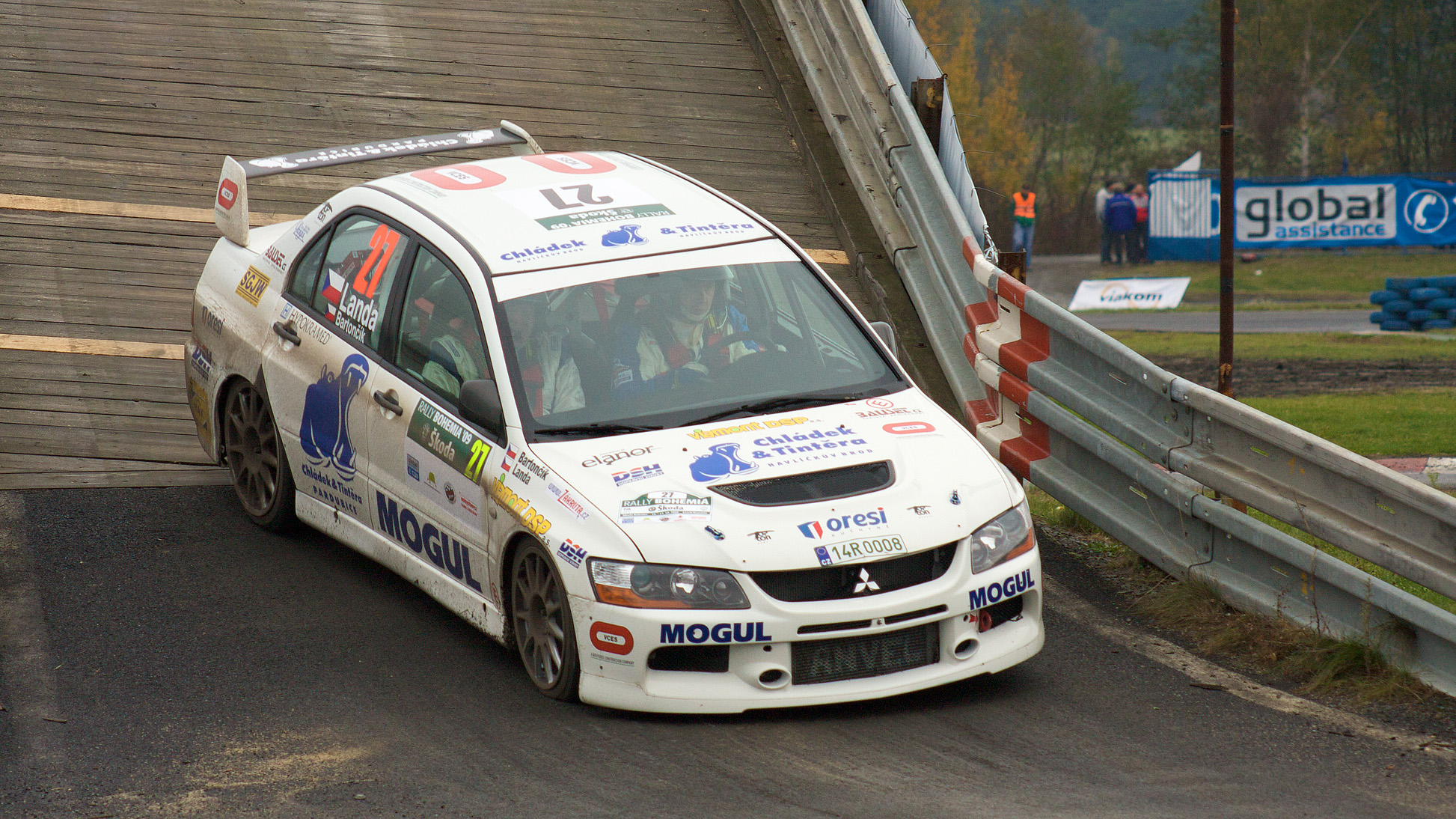
Sosnová

## Seznam vítězů Rally Bohemia
| #  | Název soutěže                | Rok  | Jezdec               | Vůz                         | Šampionáty                             |
| -- | ---------------------------- | ---- | -------------------- | --------------------------- | -------------------------------------- |
| 1  | Rallye Škoda                 | 1974 | Vladimír Hubáček     | Alpine-Renault A110 1600    | MČSSR                                  |
| 2  | Rallye Škoda                 | 1975 | Vladimír Hubáček     | Alpine-Renault A110 1600    | MČSSR                                  |
| 3  | Rallye Škoda                 | 1976 | Václav Blahna        | Škoda 130 RS                | MČSSR                                  |
| 4  | Rallye Škoda                 | 1977 | John Haugland        | Škoda 130 RS                | MČSSR                                  |
| 5  | Rallye Škoda                 | 1978 | Jiří Šedivý          | Škoda 130 RS                | ME                                     |
| 6  | Rallye Škoda                 | 1979 | John Haugland        | Škoda 130 RS                | ME                                     |
| 7  | Rallye Škoda                 | 1980 | John Haugland        | Škoda 130 RS                | ME                                     |
| 8  | Rallye Škoda                 | 1981 | Robert Droogmans     | Ford Escort RS 1800 MKII    | ME                                     |
| 9  | Rallye Škoda                 | 1982 | Attila Ferjáncz      | Renault 5 Turbo             | ME Mitropa Cup                         |
| 10 | Rallye Škoda                 | 1983 | Robert Droogmans     | Ford Escort RS 1800 MKII    | ME Mitropa Cup                         |
| 11 | Rallye Škoda                 | 1984 | Michele Cinotto      | Audi Quattro A2             | ME Mitropa Cup                         |
| 12 | Rallye Škoda                 | 1985 | Harald Demuth        | Audi Quattro A2             | ME Mitropa Cup                         |
| 13 | Rallye Bohemia               | 1986 | Patrick Snijers      | Lancia 037 Rally            | ME Mitropa Cup                         |
| 14 | Rallye Bohemia               | 1987 | Attila Ferjáncz      | Audi Coupé Quattro          | ME Mitropa Cup                         |
| 15 | Rallye Bohemia               | 1988 | Erwin Weber          | Volkswagen Golf GTi 16V     | ME Mitropa Cup MČSSR                   |
| 16 | Rallye Bohemia               | 1989 | Raimund Baumschlager | Volkswagen Golf GTi 16V     | ME Mitropa Cup MČSSR                   |
| 17 | Rallye Bohemia               | 1990 | Raimund Baumschlager | Volkswagen Golf G60 Rallye  | ME MČSFR                               |
| 18 | Rallye Bohemia               | 1991 | Bruno Thiry          | Opel Kadett GSI 16V         | ME MČSFR                               |
| 19 | Rallye Bohemia               | 1992 | Marc Soulet          | Ford Sierra RS Cosworth 4x4 | ME MČSFR                               |
| 20 | Rallye Bohemia               | 1993 | Václav Blahna        | Ford Sierra RS Cosworth 4x4 | ME MČSFR                               |
| 21 | Rallye Bohemia               | 1994 | Piergiorgio Deila    | Lancia Delta HF Integrale   | ME MMČR                                |
| 22 | Rallye Bohemia               | 1995 | Enrico Bertone       | Toyota Celica Turbo 4WD     | ME MMČR                                |
| 23 | Rallye Bohemia               | 1996 | Ladislav Křeček      | Ford Escort RS Cosworth     | ME MMČR                                |
| 24 | Rallye Bohemia               | 1997 | Milan Dolák          | Toyota Celica GT-Four       | ME MMČR                                |
| 25 | Auto Štangl Bohemia Rallye   | 1998 | Ladislav Křeček      | Ford Escort RS Cosworth     | ME MMČR                                |
| 26 | Auto Štangl Bohemia Rallye   | 1999 | Emil Triner          | Škoda Octavia WRC           | ME MMČR                                |
| 27 | Auto Štangl Bohemia Rallye   | 2000 | Roman Kresta         | Škoda Octavia WRC           | ME MMČR                                |
| 28 | Rallye Bohemia               | 2001 | Roman Kresta         | Škoda Octavia WRC           | ME MMČR                                |
| 29 | Auto Škoda Rallye Bohemia    | 2002 | Roman Kresta         | Škoda Octavia WRC           | ME MMČR                                |
| 29 | Auto Škoda Rally Bohemia     | 2003 | Roman Kresta         | Peugeot 206 WRC             | ME MMČR Mitropa Cup                    |
| 30 | Rally Bohemia                | 2004 | Jan Kopecký          | Škoda Fabia WRC             | Evropský pohár východ MMČR             |
| 31 | Rally Bohemia                | 2005 | Jan Kopecký          | Škoda Fabia WRC             | Evropský pohár východ MMČR Mitropa Cup |
| 32 | Rally Bohemia                | 2006 | Václav Pech ml.      | Mitsubishi Lancer Evo IX    | Evropský pohár východ MMČR Mitropa Cup |
| 34 | Rally Bohemia                | 2007 | Roman Kresta         | Mitsubishi Lancer Evo IX    | MMČR                                   |
| 35 | Rally Bohemia                | 2008 | Roman Kresta         | Mitsubishi Lancer Evo IX    | MMČR Evropský pohár střed              |
| 36 | Rally Bohemia                | 2009 | Juho Hänninen        | Škoda Fabia S2000           | MMČR                                   |
| 37 | Rally Bohemia                | 2010 | Juho Hänninen        | Škoda Fabia S2000           | MMČR Evropský pohár střed Polsko       |
| 38 | Rally Bohemia                | 2011 | Freddy Loix          | Škoda Fabia S2000           | MMČR Evropský pohár střed              |
| 39 | Rally Bohemia                | 2012 | —                    | —                           | MMČR Evropský pohár střed DRS          |
| 40 | Rally Bohemia                | 2013 | Jan Kopecký          | Škoda Fabia S2000           | MMČR Evropský pohár střed              |
| 41 | Rally Bohemia                | 2014 | Jan Kopecký          | Škoda Fabia S2000           | MMČR                                   |
| 42 | Rally Bohemia                | 2015 | Jan Kopecký          | Škoda Fabia R5              | MČR                                    |
| 43 | Rally Bohemia                | 2016 | Jan Kopecký          | Škoda Fabia R5              | MČR                                    |
| 44 | Rally Bohemia                | 2017 | Jan Kopecký          | Škoda Fabia R5              | MČR                                    |
| 45 | Rally Bohemia                | 2018 | Jan Kopecký          | Škoda Fabia R5              | MČR                                    |
| 46 | Rally Bohemia                | 2019 | Kalle Rovanperä      | Škoda Fabia R5 Evo          | MČR                                    |
| 47 | Rally Bohemia                | 2020 | Václav Pech ml.      | Ford Focus RS WRC 06        | MČR                                    |
| 48 | Rally Bohemia                | 2021 | Jan Kopecký          | Škoda Fabia Rally2 evo      | MČR                                    |
| 49 | Bohemia Rally Mladá Boleslav | 2022 | Jan Kopecký          | Škoda Fabia Rally2 evo      | MČR                                    |
| 50 | Bohemia Rally Mladá Boleslav | 2023 | Dominik Stříteský    | Škoda Fabia R5              | MČR                                    |
| 51 | Bohemia Rally Mladá Boleslav | 2024 | Dominik Stříteský    | Škoda Fabia RS Rally2       | MČR                                    |
| 52 | Bohemia Rally Mladá Boleslav | 2025 | Simon Wagner         | Hyundai i20 N Rally2        | MČR                                    |